# Omar Sadik
Pour les articles homonymes, voir Sadik, Sadiq et Sadique.
Ne doit pas être confondu avec les footballeurs Umar Sadiq et Berat Sadik.
Omar Sadik (عمر صديق, né le 22 mars 2004 à Beni Mellal au Maroc) est un footballeur international marocain qui évolue au poste d'attaquant au Pau FC, en Ligue 2, en prêt du  RCD Espanyol.

## Biographie

### Carrière en club
Omar Sadik est formé à l’Académie Mohammed VI de football. En juin 2022, il est convoqué avec le Maroc -18 ans pour prendre part aux Jeux méditerranéens de 2022 à Oran en Algérie. Sadik et le Maroc disputent le match de la troisième place face à la Turquie -18 ans (victoire, 2-4) et remportent la médaille de bronze. 
Le RCD Espanyol conclut un prêt d’une saison avec option de prolongation d’une année supplémentaire, remplaçant un prêt de deux saisons initialement prévu, en raison de la réglementation FIFA. L’option d’achat, initialement comprise entre 200 000 € et 350 000 € sur quatre fenêtres de transfert, est modifiée. Seule la première saison de prêt est officialisée.
En août 2022, Omar Sadik rejoint l’Espanyol pour un transfert estimé à 250 000 €, l’Académie Mohammed VI conservant 20 % des droits sur une future revente. Il intègre l’équipe Juvenil A, puis fait ses débuts avec la réserve, le RCD Espanyol B, le 20 mai 2023 lors des barrages de promotion à la Segunda Federación contre l’Atlético de Madrid B.
Le 31 juillet 2023, l’Espanyol officialise le transfert définitif et fait signer un contrat de quatre ans à Sadik, jusqu’en 2027. Il marque son premier but avec la réserve le 10 septembre 2023 face au CF La Nucía, match durant lequel il est expulsé.
Sadik fait ses débuts avec l’équipe première le 31 octobre 2023 en Coupe du Roi contre le CD Mensajero (victoire 2–0). Il dispute son premier match professionnel le 5 décembre 2023 face au Real Valladolid, toujours en Coupe du Roi. 
En janvier 2025, plusieurs clubs de Segunda División manifestent leur intérêt. Sadik reste avec l’Espanyol B, entraîné par Víctor Cea (es), et marque cinq buts en cinq matches consécutifs début 2025. L’équipe remonte à la troisième place du groupe 3 de Segunda Federación.
Le 23 février 2025, il est victime d’une insulte raciste lors d’un match contre le CE Europa. L’arbitre applique le protocole antiraciste, alors que le club condamne fermement ces faits.
Le 26 mars 2025, Sadik prolonge son contrat jusqu’en juin 2028. Il termine la saison 2024-2025 meilleur buteur de l’Espanyol B avec 9 buts en 26 matches, dont 21 titularisations et 2 apparitions en Segunda División 2024-2025 .
Le 9 juillet 2025, il est prêté au Pau Football Club, club de Ligue 2 BKT, pour la saison 2025-2026.

## Style de jeu
Attaquant gaucher, Omar Sadik se distingue par sa puissance physique, son jeu en pivot et une frappe de balle remarquable. Nicolas Usaï le décrit comme « Un joueur de surface, bon dos au jeu et adroit devant le but. Un profil proche de Khalid Boutaïb ». 

## Palmarès

### En sélection
- Maroc -18 ans
  - Jeux méditerranéens
    -  Médaille de bronze en 2022[16].